# 杏儿藏族乡
杏儿藏族乡是中华人民共和国青海省海东市民和回族土族自治县下辖的一个民族乡。

## 行政区划
杏儿藏族乡下辖以下村级行政区划单位：
哦哇村、日扎村、协拉村、卡洒哇村、大庄村、胜利村和乱石头村。